# Una spia e mezzo
Una spia e mezzo (Central Intelligence) è un film del 2016 diretto da Rawson Marshall Thurber con protagonisti Dwayne Johnson e Kevin Hart.

## Trama
Calvin viene premiato come migliore studente dell'anno e, durante la premiazione, il preside prevede che il ragazzo arriverà molto in alto. Durante la premiazione, dei bulli fanno comparire davanti a tutti un ragazzino in sovrappeso nudo: Robbie Wheirdicht. Mentre tutti lo deridono, l'unico a mostrare compassione è proprio Calvin, che gli dà la sua giacca per coprirsi. 20 anni dopo, malgrado le predizioni del preside, Calvin è un semplice contabile e sogna di diventare padre.
Nella sua vita, un giorno, ricompare Robbie, che lo considera il suo unico amico e che lo stima molto più di quanto lui stesso si stimi, perché è stato l'unico a non averlo mai preso in giro al liceo. Robbie, con lo pseudonimo di Bob Stone è diventato un agente muscoloso ed estremamente letale della CIA e attira Calvin in un'avventura di spionaggio internazionale. I due entrano in un mondo di sparatorie e servizi segreti che potrebbe uccidere entrambi. Calvin timoroso per la propria vita e per quella di sua moglie, non vorrebbe essere coinvolto, ma alla fine accetta di aiutare Bob.
Calvin ritrova sicurezza in sé stesso, sta per diventare infine papà ed entra a far parte della CIA col suo amico Bob Stone, che è diventato popolare.

## Produzione

### Sviluppo
Il film è stato annunciato nel 2015. Rawson Marshall Thurber viene selezionato per dirigere la pellicola e inizia a scrivere la sceneggiatura insieme a Ike Barinholtz e David Stassen. Poi vengono scelti Dwayne Johnson e Kevin Hart come protagonisti.

### Riprese
Le riprese della pellicola iniziano a fine aprile 2015 e sono terminate a luglio dello stesso anno, Le riprese hanno avuto luogo in varie località del Massachusetts tra cui Boston, Burlington, Lynn, Middleton e Quincy.

## Distribuzione
Il film è stato distribuito il 17 giugno 2016 negli Stati Uniti dalla Warner Bros., mentre in Italia il 14 luglio distribuito dalla Universal Pictures che si occupa anche della distribuzione della pellicola nel resto del mondo.

## Accoglienza

### Incassi
A fronte di un budget di 50.000.000 di dollari, il film ne ha incassati in tutto il mondo circa 217.000.000.

### Critica
Central Intelligence ha ricevuto recensioni miste da parte della critica. Su Rotten Tomatoes il film ha un indice di gradimento del 71% basato su 188 recensioni con una valutazione media di 5,8/10. Il commento del sito recita: "Kevin Hart e Dwayne Johnson formano una coppia comica ben assortita, aiutando il film Una spia e mezzo a superare uno script basato sulla notevole chimica che c'è fra di loro". Su Metacritic, il film ha un punteggio di 52 su 100, sulla base di 35 critiche, che indica "recensioni contrastanti o medie". Il pubblico interpellato da CinemaScore ha dato al film una media di "A-" su una scala da A+ a F.